# Рафельштетенський митний статут
Рафельштетенський митний статут, Раффельштеттенський торговий статут (лат. Inquisitio de theloneis Raffelstettensis) — митний документ, регулюючий мито в Баварській Східній марці. Виданий королем Східно-Франкського королівства Людовиком IV між 904 р. і 906 р.. Назва документу походить від містечка на р. Дунаї Раффельштеттен, що знаходилося в сучасній Австрії в декількох кілометрах від Лінцу (нині на територія населеного пункту Астен).
Документ зберігся донині у вигляді копії середини XIII століття. Витяг зі статуту:
|  | (IV) (11) Якщо ж бавари і слов'яни із цієї країни з'являться в даній місцевості для закупівлі продовольства з рабами, або кіньми, чи биками, або іншим своїм маєтком, (тоді) хай купують необхідне безмитно в будь-якому місці цієї місцевості, де побажають. (12) Якщо ж побажають оминути місце даного ринку, нехай проходять посередині площі без будь-якої перешкоди; і в інших місцях даної місцевості нехай купують безмитно, що зможуть. (13) Якщо вони віддадуть перевагу торгівлі на даному ринку, (тоді) нехай платять встановлене мито і купують, що побажають і скільки зможуть. (VI) (16) Слов'яни ж, які вирушають для торгівлі від ругів або богемів (чехів), якщо розташуються для торгівлі де-небудь на березі Дунаю або в будь-якому місці у роталаріїв або реодаріїв (полабські слов'яни ратари), з кожного в'юка воску (платять) дві міри вартістю в один скот кожна; з вантажу одного носія — одну міру тієї ж вартості; якщо ж побажають продати рабів або коней, (тоді) за кожну рабиню платять по одному тремісу, стільки ж за жеребця, за раба — одну сайгу, стільки ж за кобилу. (17) Баварам же й слов'янам із цієї країни, (котрі) купують чи продають тут, платити (податок) нічого не потрібно. Оригінальний текст (лат.) (IV) (11) Si autem Bawari vel Sclavi istius patrie ipsam regionem intraverint ad cmenda victualia cum mancipiis vel cavallis vel bobus vel ceteris suppellictilibus suis, ubicunquc voluerint in ipsa regione, sine thelonco emant, que necessaria sunt. (12) Si autem locum mercati ipsius transire voluerint. per mediam platcam transeant sine ulle constrictione; et in aliis locis ipsius regionis emant sine theloneo. que poluerint. (13) Si eis in ipso mercato magis conplaceat mercari. donent prescriptum h theloneum et emant, quecunque voluerint et quanto melius potuerint. (VI) (16) Sclavi vero, qui de Rugis vel de Boemanis mercandi causa exeunt, ubicunque iuxta ripam Danubii vel ubicunque in Rotalariis vel in Reodariis loca mercandi optinucrint, de sogma una de cera k duas massiolas, quarum utraque scoti unum valeat; de onere unius hominis massiola una eiusdem precii; si vero mancipia vel cavallos vendere voluerint l de una ancilla tremisam I, de cavallo masculino similiter, de servo m saigam I, similis n de equa. (17) Bawari vero vel Sclavi istius patrie ibi ementes vel vendentes nichil solvere cogantur. |

Згідно даного документу в Європі було три Русі:

1. «Ругіланд-Русинія» на Дунаї,
2. «Русія» в Прибалтиці,
3. Київська Русь.

історик й філолог Назаренко О. В. вважав, що ругами (руяни) іменувалися купці з Київської Русі. У західноєвропейських письмових пам'ятках X–XI ст. ругами (руяни) іменувалися мешканці Русі, але кількість таких документів обчислюється одиницями, щоби робити впевнений висновок про ідентичність русів і ругів X століття.
У 862 році король Людовик II Німецький в документі на земельні володіння баварського монастиря згадав хоронім «Ruzaramarcha», тобто руська прикордонна смуга в сусідстві з Рафельштетеном. У V–VI ст. десь там мешкало «германське» плем'я ругів (руян), і не виключено, що під ругами (руянами) статут мав на увазі придунайських слов'ян, які населяли землі зниклих ругів (руяни). У сучасній літературі ругами (руянами) часто називають жителів острова Рюген (Руян) у Балтійському морі (Варязьке море), змішуючи колишніх ругів (руян) зі Скандинавії із заміною їх на острові слов'янами. Однак в історичних документах прибалтійських слов'ян на острові Рюген (Руян) ругами не називали.
Один шлях з відомих «руських шляхів»: з Чехії в Східну Баварію проходив уздовж ріки Гросе-Мюль, в басейні якої була річка з характерною назвою «Руська Мюль» (Ruzische Muchel).
Згідно «Рафельштетенского статуту» торговці-руги за часів князя Олега Віщого ідентифікуються як вид слов'ян. Їх торговий маршрут пролягав, мабуть, через Прагу.
Товар ругів перерахований як віск, раби і коні. Коні як предмет торгівлі русів не відзначалися іншими авторами. Грошова одиниця «скот» (skoti), зазначена в статуті, виглядає дивно, оскільки грошова система франків ґрунтувалася на динарах (denier). Давньоруське слово «д.-рус. скотъ» позначало як худобу, так і гроші, хоча друге значення не було поширеним. Схожі слова в позначенні грошей відзначені в германських мовах: древньо-саксонське — «skat», готське — «гот. skatts». Лінгвісти не визначилися впевнено щодо того, хто і в кого запозичив дане слово для позначення назви грошей.